# 約翰·恩斯特 (拿騷-威爾堡)
約翰·恩斯特（德語：Johann Ernst，1664年6月13日—1719年2月27日），拿騷-威爾堡伯爵（1688年晉升為親王），腓特烈的長子。

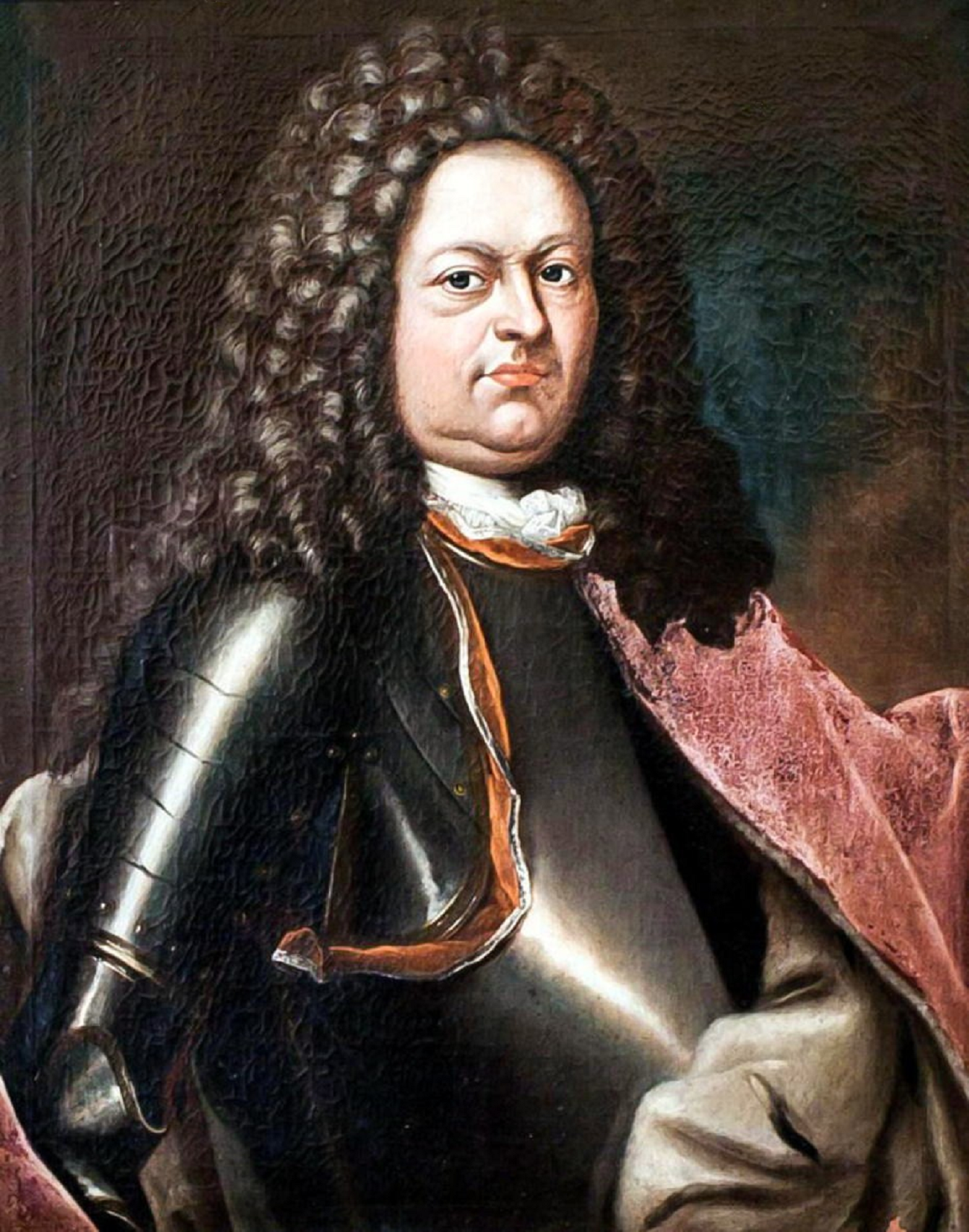

## 家庭
1683年，約翰·恩斯特與瑪麗亞·波呂克塞娜結婚，兩人共有3子2女：
1. 腓特烈·路德維希（1683年—1703年），早逝
2. 卡爾·奧古斯特（1685年—1753年）
3. 卡爾·恩斯特（1689年—1709），早逝
4. 瑪格達列娜（1691年—1725年）
5. 阿爾貝蒂娜（1693年—1748年）